# Leptonectes
Genre
Leptonectes (anciennement connu sous le nom de Leptopterygius) est un genre éteint d'ichthyosaures qui a vécu de la fin du Trias supérieur (Rhétien) jusqu'au Jurassique inférieur (Pliensbachien). Ses restes ont été découverts en Belgique, en Angleterre, en Allemagne et en Suisse.

## Historique

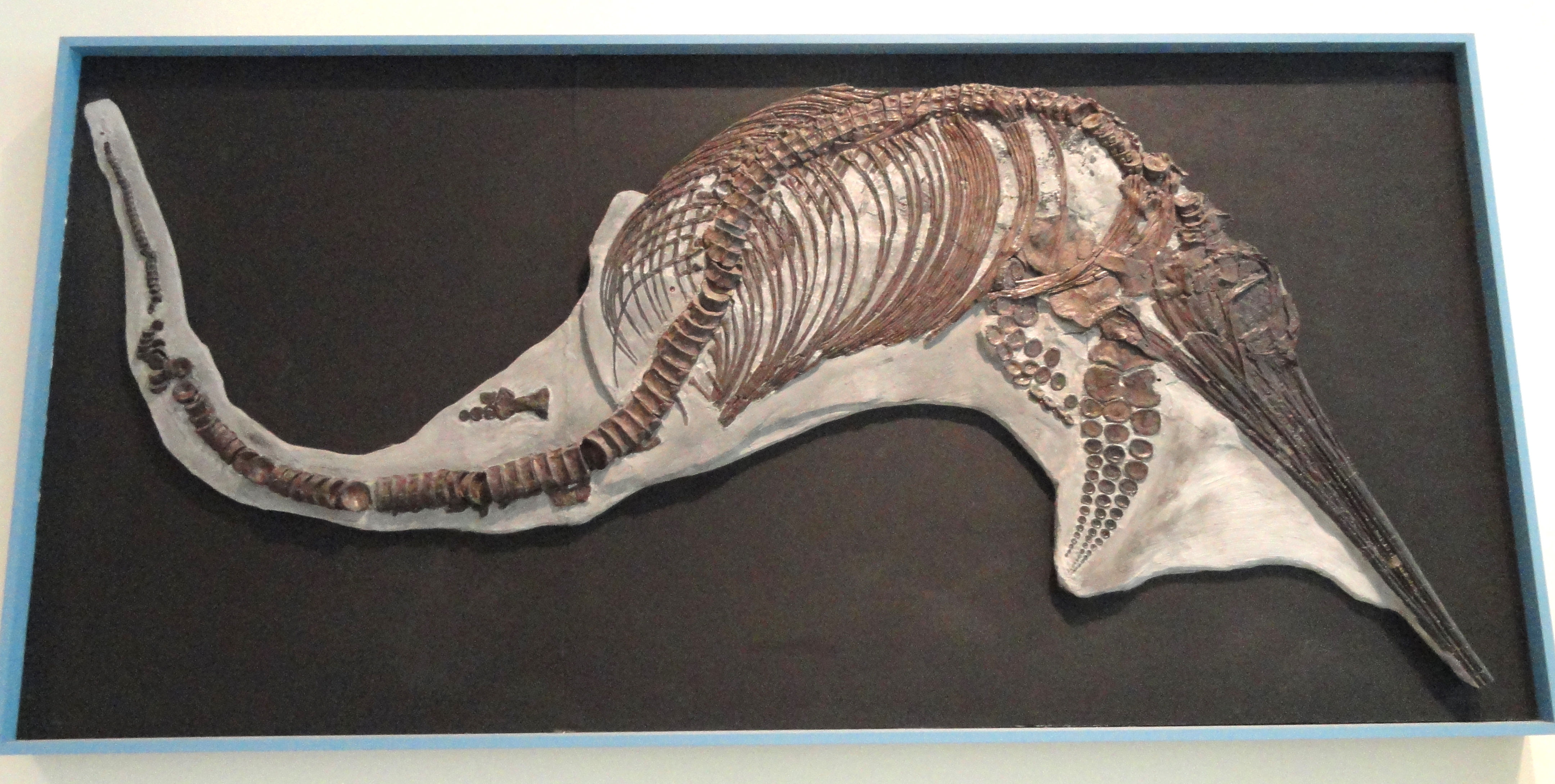
Leptonectes exposé au Musée royal de l'Ontario.

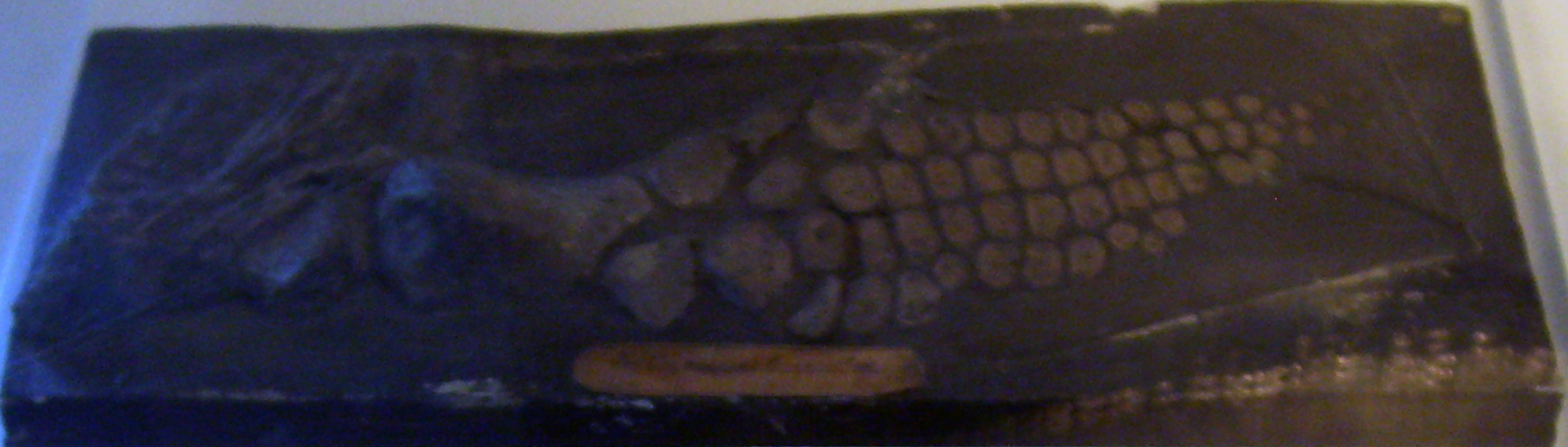
Nageoire de Leptonectes exposé au musée géologique de Copenhague.

Leptonectes se nommait auparavant Leptopterygius, mais ce nom étant déjà attribué à un autre genre, Friedrich von Huene a renommé ce genre Leptonectes.

## Description
Il mesurait cinq mètres de long pour un poids d'une tonne.